# Marek Terencjusz Warron

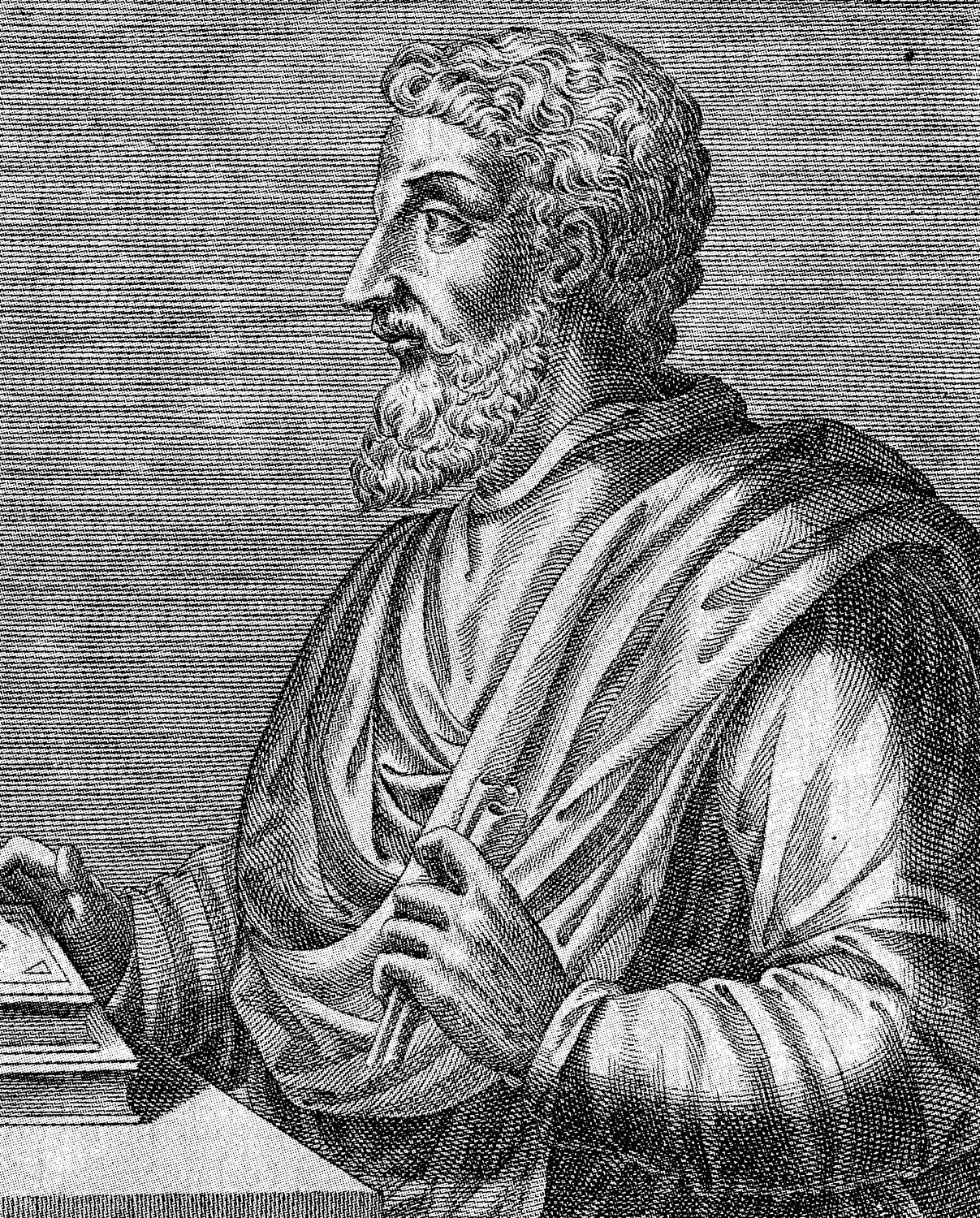
Marek Terencjusz Warron

Marcus Terentius Varro, zwany też Warronem z Reate (łac. Reatinus), w odróżnieniu od poety Warrona z Ataksu – uczony i pisarz rzymski, w karierze politycznej doszedł do urzędu pretora. Urodził się (przypuszczalnie) w Reate (obecnie Rieti) w 116 p.n.e., zmarł w 27 p.n.e. Uczeń filologa Lucjusza Eliusza Stilona i filozofa Antiocha z Askalonu.
W 67 r. p.n.e., jako dowódca oddziału floty, brał udział w walkach z piratami, u boku Pompejusza. W czasie wojny domowej (53–48 p.n.e.) stanął po stronie Pompejusza. W roku 49 r. p.n.e. był legatem i dowódcą wojsk w Hiszpanii, pokonany przez Cezara, następnie ułaskawiony, otrzymał polecenie zorganizowania biblioteki publicznej w Rzymie. Po śmierci Cezara (44 r. p.n.e.) uniknął proskrypcji przeprowadzonych przez Marka Antoniusza.
Uważany był za jednego z najlepiej wykształconych ludzi w historii antycznego Rzymu. Historycy podają, że napisał 74 dzieła w 620 księgach. Do najwcześniejszych prac Warrona zalicza się 150 ksiąg Satyr menippejskich nazwanych od Menniposa z Gadary, cynika żyjącego w III w. p.n.e. Pisane były głównie wierszem i urozmaicane prozą. Dewizą tych satyr było: mieć jak najmniej potrzeb, wyrzec się posiadania i nie angażować w życie publiczne. Inne jego dzieło Imagines (z gr. Hebdomades) uważane są za pierwszą ilustrowaną książkę rzymską. Zawierało 700 portretów ludzi najwybitniejszych w siedmiu dziedzinach twórczości. Każdy z portretów opatrzony był krótkim epigramem oraz tekstem prozaicznym stanowiącym pochwałę danej osoby. Warron napisał też prace: historyczne („Annales”), geograficzne („Ephemeris navalis”, przewodnik po morzu), historyczno-obyczajowe („De vita populi Romani”), gramatyczne i etymologiczne („De lingua Latina”, „De origine linguae Latinae”), historyczno-literackie (o poematach, o poetach, o Plaucie, o komediach Plauta), a także dzieła z zakresu: prawa, filozofii, etyki, pedagogiki, teatru, religii, rolnictwa. Był również autorem obszernej encyklopedii pt. Disciplinarum libri IX i zbioru satyr.
Do naszych czasów zachowały się:
- rozprawa De re rustica (pol. „O gospodarstwie wiejskim”) – podręcznik gospodarki rolnej, ceniony do czasów nowożytnych (wyd. 1884–1902, 3 tomy, II wyd. 1912); składa się z trzech ksiąg utrzymanych w formie dialogów, z których każda poświęcona jest innemu tematowi; autor przy pisaniu tego traktatu korzystał z własnego doświadczenia, literatury przedmiotu i wiedzy ludzi doświadczonych w tym zakresie,
- obszerne fragmenty (z 25 ksiąg pozostały księgi V–X) dzieła poświęconego łacinie De lingua Latina („O języku łacińskim”), wyd. 1910.
- fragmenty satyr menippejskich,
- a także niewielkie fragmenty innych dzieł.

Zaginione, monumentalne dzieło Warrona Disciplinarum libri IX („Dziewięć ksiąg naukowych”), które było pierwszą rzymską encyklopedią, jest źródłem dwustopniowego podziału późniejszego szkolnictwa oraz wszech nauk na trivium (gramatyka, dialektyka, retoryka) i quadrivium (geometria, arytmetyka, astronomia, muzyka), co razem daje siedem sztuk wyzwolonych (łac. septem artes liberales).
Zaproponował liczenie lat od założenia Rzymu.
Przekłady polskie:
O języku łacińskim, T. 1, Ks. V-VII; przekład, wstęp i komentarz Bartosz Jan Kołoczek, Kraków: Towarzystwo Wydawnicze Historia Iagellonica, 2019, ISBN 978-83-66304-01-7.
O języku łacińskim, T. 2, Ks. VIII-X; fragmenty pozostałych ksiąg i innych dzieł gramatycznych; przekład, wstęp i komentarz Bartosz Jan Kołoczek, Kraków: Towarzystwo Wydawnicze Historia Iagellonica, 2021, ISBN 978-83-66304-80-2.
O gospodarstwie rolnym; z jęz. łac. przeł., wstępem i komentarzem opatrzył Ireneusz Mikołajczyk; Polska Akademia Nauk. Komitet Nauk o Kulturze Antycznej, Wrocław: Zakład Narodowy im. Ossolińskich, 1991, ISBN 83-04-03740-8.